# Бор лез Орг
Бор лез Орг (фр. Bort-les-Orgues) је насељено место у Француској у региону Лимузен, у департману Корез.
По подацима из 2011. године у општини је живело 2887 становника, а густина насељености је износила 191,57 становника/km².

## Демографија
| 1962. | 1968. | 1975. | 1982. | 1990. | 2011. |
| ----- | ----- | ----- | ----- | ----- | ----- |
| 5.115 | 4.937 | 5.075 | 4.509 | 4.208 | 2.887 |